# パーティ (映画)
『パーティ』（The Party）は1968年のアメリカ合衆国の映画。
ブレイク・エドワーズ監督の作品で、出演はピーター・セラーズなど。アメリカでは、古典的なカルト映画としての評価が高い。

## ストーリー
インドの舞台俳優を自称するフルンディ・V・バクシが、ハリウッドの映画に出ることとなったが、セットを破壊するなどのトラブルを起こし、撮影所長のフレッドから追い出される。
ところが、フレッドの秘書は誤ってパーティーの招待客リストにバクシを入れてしまう。そして、パーティー当日、新人女優のミシェルやプロデューサーのディボットらにまじり、バクシも来訪したがために、混乱に発展する。
この混乱でディボットに愛想をつかされ女優の道を閉ざされたと嘆くミシェルはバクシに慰められる。
そこへ、フレッドの娘モリーがサイケデリックなカラーに彩った子象をパーティーに持ち込む。インドにおいて象は神聖な存在であるため、バクシはほかの客たちを説得して室内プールで子象を洗うも、さらなるトラブルに発展する。
翌日、ディボットとフレッドはバクシの本質に気づくも、当の本人はミシェルと親しくなり二人で会場を去った後だった。

## キャスト
| 役名                     | 俳優                        | 日本語吹替                     |
| 役名                     | 俳優                        | NET版                          |
| ------------------------ | --------------------------- | ------------------------------ |
| バクシ                   | ピーター・セラーズ          | 山田康雄                       |
| ミッシェル・モネ         | クロディーヌ・ロンジェ      | 鈴木弘子                       |
| ダンフィ夫人             | マージ・チャンピオン        | 島木綿子                       |
| レビンソン               | スティーヴ・フランケン      | 肝付兼太                       |
| ディボット               | ギャヴィン・マクレオド      | 富田耕生                       |
| アリス                   | フェイ・マッケンジー        | 中村紀子子                     |
| フレッド・クラターバック | J・エドワード・マッキンレー | 滝口順平                       |
| ダンフィ                 | トーマス・W・クイン         | 国坂伸                         |
| 日本語版スタッフ         |                             |                                |
| 演出                     | 演出                        | 中野寛次                       |
| 翻訳                     | 翻訳                        | 木原たけし                     |
| 効果                     |                             |                                |
| 調整                     |                             |                                |
| 制作                     | 制作                        | 東北新社                       |
| 解説                     | 解説                        | 淀川長治                       |
| 初回放送                 | 初回放送                    | 1975年3月23日 『日曜洋画劇場』 |